# Dmytro Hryszko
Dmytro Serhijowycz Hryszko, ukr. Дмитро Сергійович Гришко (ur. 2 grudnia 1985 w Gorłowce) – ukraiński piłkarz, grający na pozycji obrońcy.

## Kariera piłkarska
Wychowanek klubu Spartak Gorłówka. W 2002 bronił barw Szachtara Donieck w juniorskich mistrzostwach Ukrainy (DJuFL). Karierę piłkarską rozpoczął w 2004 roku w drugiej drużynie Czornomorca Odessa. 1 marca 2005 debiutował w pierwszej jedenastce Czornomorca. Latem 2011 przeszedł do Olimpiku Donieck. 9 lipca 2017 przeszedł do SKA-Chabarowsk. 18 czerwca 2018 opuścił chabarowski klub, a 30 czerwca ponownie zasilił skład Olimpiku Donieck.

## Sukcesy i odznaczenia

### Sukcesy klubowe
- wicemistrz Pierwszej lihi Ukrainy: 2011